# 氣 (中國)
氣，是中國哲學、道教和中醫學中常見的概念。中國春秋戰國時代的思想家，將氣的概念抽象化，成為天地一切事物組成的基本元素，有著像氣體般的流動特性。人類與一切生物具備的生命能量或動力，以及宇宙間的一切事物，均是氣的運行與變化的結果。中醫學認為，氣是人體的第一道防護線，聚於體裡保護著臟腑，而流散發於膚表以防外邪侵入而導致疾病發生。

“元炁”，是中国古代的哲学概念，指产生和构成天地万物的原始能量。元，通“原”，“始也”（《说文》），指天地万物之本原。在中国古代哲学史上，元炁学说是人们认识自然的世界观，基本形成于战国时期宋钘（xíng ）、尹文的“心炁说”（即“气一元论”)，发展于东汉末年王充的“元炁自然论”及北宋张载所倡之“元炁本体论”。元炁学说以元炁作为构成世界的基本物能量，以元炁的运动变化来解释宇宙万物的生成、发展、变化、消亡等现象。元炁学说作为一种自然观，是对整个物质世界的总体认识。因为人的生命活动是能量运动的一种特殊形态，故元炁学说在对天地万物的生成和各种自然现象作解释的同时，还对人类生命的起源以及有关生理现象提出了见解。基于元炁学说的对人类生命的认识，即是“元炁论”。

## 字源
「氣」本作「气」，隸變時「氣」取代「气」，而原本「氣」字之意義由「餼（饩）」表達。最早是雲氣的意思，是象形字，有呼吸、氣息的意思，也有米飯的意思。後引申出天氣、氣候、節氣、氣味乃至於風氣、流行等意思。
至宋代之後，道教思想家為了區別先天的氣與後天的氣，採用古字「炁」來代表先天的氣，代表無極，氣則被當成是後天的氣，為太極。這兩個字的意義又被分開。但是除了道教文獻之外，通常都以氣來概括。

### “氣”字字體沿革

甲骨文
金文
大篆
小篆

## 中医學
气是中医学中的基本概念之一，气是维持生命活动的基本能量，气藏于血中，可运行于血脉之外，可聚集于穴位之中，在内维系脏腑功能，在外濡养皮肉筋骨，可用于修复组织器官，抵御外邪。用于濡养功能的气称荣气，用于防御功能的气称卫气。分布于经络之中的气称经络之气，分布于脏腑的称脏气或腑气，如分布于心的气称心气，分布于胃的气为胃气。聚集于胸部的称宗气，聚集于小腹丹田部位的称元气，生命活动正常运行的气称正气，致使生命活动运动不正常的气称邪气，维系身体功能供应能量的气称谷气，脏腑正常功能产生与生發之气称真气。
气的外在生命活动表现称为神，有气者为得神，无气者无神，少气者少神，气足者神全。
气在穴位中运行与停留，穴位又称气穴，穴中之气由经络所生發，经络之气由脏腑所生發。脏腑之气始源于脾胃中的食物与肺系呼吸之气。针灸通过调节穴位之气来调节经络或脏腑之气，药物多通过调节脏腑之气来调节脏腑经络。
气可转化为精，藏于五藏之中，或藏于骨髓之中，以供不时之需。精可化为气，气可化为神。道家敛神以集气，敛气以藏精，用于延缓衰老。
气的运行受天气变化，七情六欲，饮食房事等的影响，从而生病。中医治病在于调气。
气又分阴阳，运行于脏器及其相应经络之中的气称阴气；运行于腑中及其相应经络之中的气称阳气。
氣又分正邪，黃帝內經靈樞經，黃帝曰：余聞氣者，有真氣，有正氣，有邪氣。

## 中藥學
氣味，味道：在中药学中，指含有挥发性物质的药物的特殊气味。

## 莊子的氣與陰陽
陰陽本指事物兩種相互對立的方面，「一陰一陽之謂道」（《周易·繫辭傳》），莊子將之定義為「氣」所包含的矛盾對立要素，「陰陽，氣之大者也」（《莊子·則陽》）。

## 现代解释
氣從未被直接觀測到，也與科學所使用的能量概念無關。
1959年，秦伯未提出“气的物质说”。1962年，罗石标提出“气的功能说”。同年，（1962年），危北海提出‘气的两义说’。另外，還有李德新的「气是物质与功能的统一说」、黄坤仪等的「人体气场说」、李梢等的「气与熵流说」。
血液循環共振理論認為在血液循環的俱共振的現象，血管有其特定的共振頻率，器官及穴道同樣有其特定的共振頻率。器官或穴道與動脈因為耦合振動進而產生分頻現象。人體器官系統都有各自的頻率，把相同諧波共振的器官歸為同一類，則自然得到內臟與經絡關係。五臟及其經絡歸屬低頻，故屬陰；六腑及其經絡，歸屬高頻，故屬陽。「氣」由共振之理論看來，就是心臟所打出來壓力能量的表現，當某器官系統氣不足，則壓力亦為不足，器官中微小動脈括約打開時，血液就無力量再射入微血管中進而營養組織，所以此器官系統就會因氣不足而缺血，自然就缺乏營養，缺氧及抵抗力等，進而造成代謝之廢物累積，累久而之，人體百病皆可由此而來。